# 1874 Kacivelia
1874 Kacivelia è un asteroide della fascia principale. Scoperto nel 1924, presenta un'orbita caratterizzata da un semiasse maggiore pari a 3,1551499 UA e da un'eccentricità di 0,2887541, inclinata di 4,83948° rispetto all'eclittica.